# Psilanthele
Psilanthele là chi thực vật có hoa trong họ Acanthaceae.